# Binnenhoffontein
De Binnenhoffontein is een fontein op het Binnenhof in Den Haag ontworpen door Pierre Cuypers. Het vergulde beeld van Willem II van Holland op de top van de fontein is ontworpen door Ludwig Jünger. Aangezien het Binnenhofcomplex eigendom is van het Rijk is dit een van de fonteinen in Den Haag op voor publiek toegankelijk terrein die niet door de gemeente beheerd worden maar in dit geval door het Rijksvastgoedbedrijf.

## Geschiedenis

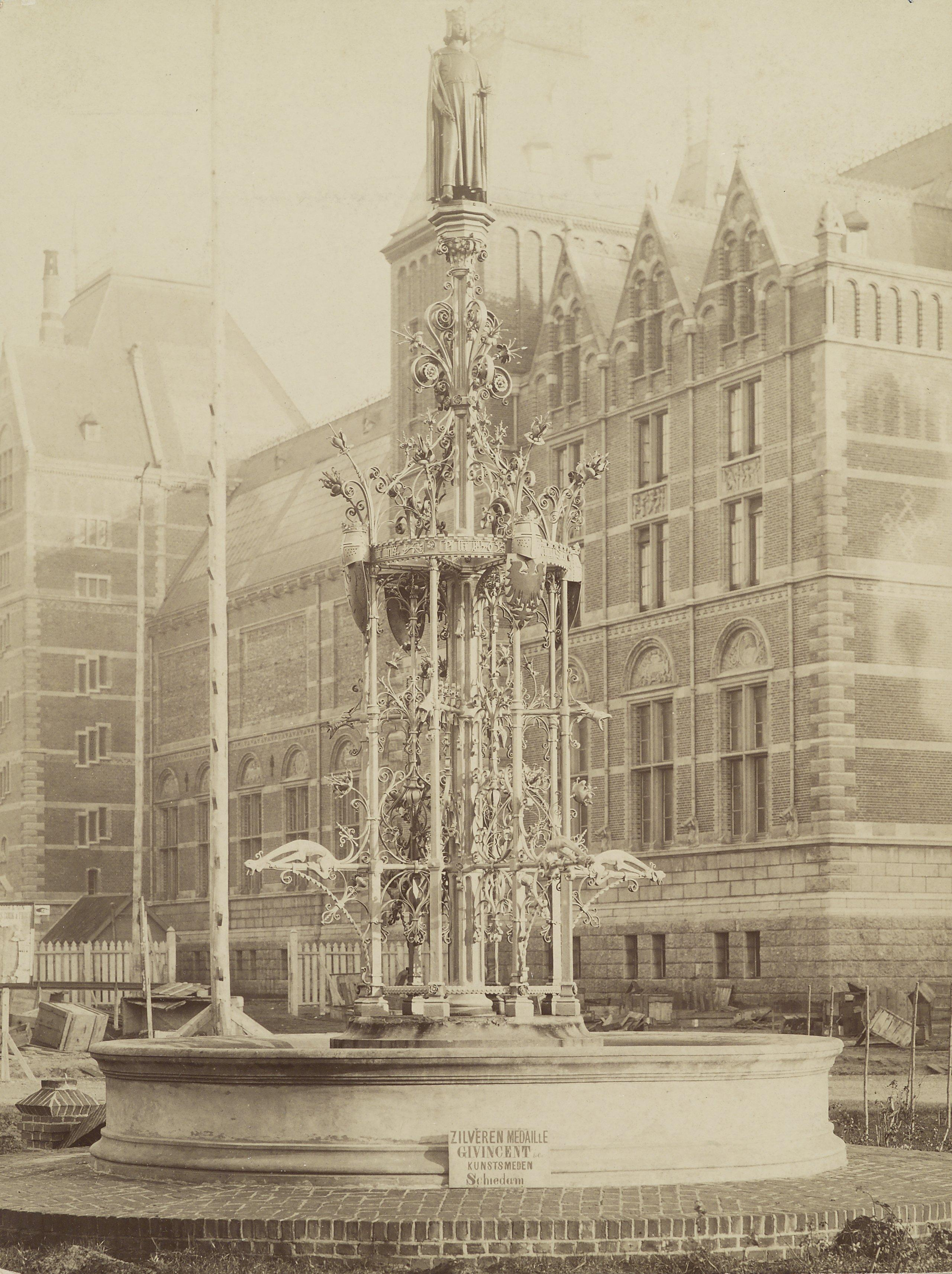
In 1883 op het Museumplein te Amsterdam

De fontein was een geschenk van de Haagse burgerij, als dank voor de restauratie van de voorgevel van de Grafelijke zalen (Ridderzaal) door Cuypers in 1880. Initiatiefnemer was Victor de Stuers, grondlegger van de monumentenzorg in Nederland, die persoonlijk een substantieel deel van de kosten van de fontein voor zijn rekening nam. De regering aarzelde om het geschenk te aanvaarden, vanwege de kosten van het water. Dit probleem werd opgelost met de bepaling dat de fontein slechts op bepaalde hoogtijdagen zou spuiten.
De fontein werd gefabriceerd door C.J. Vincent & Co uit Schiedam, het beeldje is gegoten door de firma Monduit in Parijs. Tijdens de bouw van het Rijksmuseumgebouw in Amsterdam werd in 1883 de Internationale Koloniale en Uitvoerhandel Tentoonstelling gehouden op het ervoor gelegen Museumplein. Daar werd deze fontein tentoongesteld, als toonbeeld van ambachtelijk kunnen.
In 1885 werd de fontein op het Binnenhof geplaatst, oorspronkelijk in het midden. In 1953 werd een hardstenen windroos rond de fontein aangelegd. In 1975 werd de fontein gerenoveerd, het bassin betegeld en werd het geheel enkele meters verplaatst in lijn met de ingang van de Ridderzaal.  Ook in 2006-2007 is de fontein gerestaureerd en daarbij geschilderd in de oorspronkelijke kleuren bruin en goud uit 1883.
In 2018 heeft het Rijksvastgoedbedrijf groot onderhoud uitgevoerd aan de fontein. en in 2022 is de fontein gedemonteerd voor opslag gedurende de renovatie van het Binnenhof.

## Kenmerken
De neo-gotische fontein is uitgevoerd in smeedijzer, geschilderd in bruin met gouden accenten en heeft een hardstenen bassin. De fontein is rondom voorzien van vier wapenschilden, met afwisselend de Hollandse leeuw en de Duitse adelaar. Aan de top bevindt zich een verguld beeld van Willem II, gemodelleerd naar een beeld dat voorkomt op het graf van aardsbisschop Siegfried III van Eppstein in Mainz.
Rondom de fontein staat de tekst:
Ter nagedachtenis van Willem II Roomsch Koning en Graaf van Holland, Begunstiger der stedelijke vrijheden, beschermer der kunst, stichter der kasteelen in 's-Gravenhage en Haarlem, geb. MCCXXVII †MCCLVI†
Op de fontein zelf staat de Latijnse tekst:
Domine spes mea a iuventute mea; in te confirmatus sum ex utero de ventre matris meae tu es protector meus.
Die tekst afkomstig uit de Vulgaat, Psalmen 70, vers 5 en 6, luidt vertaald:
U bent mijn enige hoop, HEER, mijn God, van jongs af vertrouw ik op u. Al vanaf mijn geboorte steun ik op u, al in de moederschoot was u het die mij droeg.— Nieuwe Bijbelvertaling Psalmen 71, vers 5 en 6

## Fotogalerij

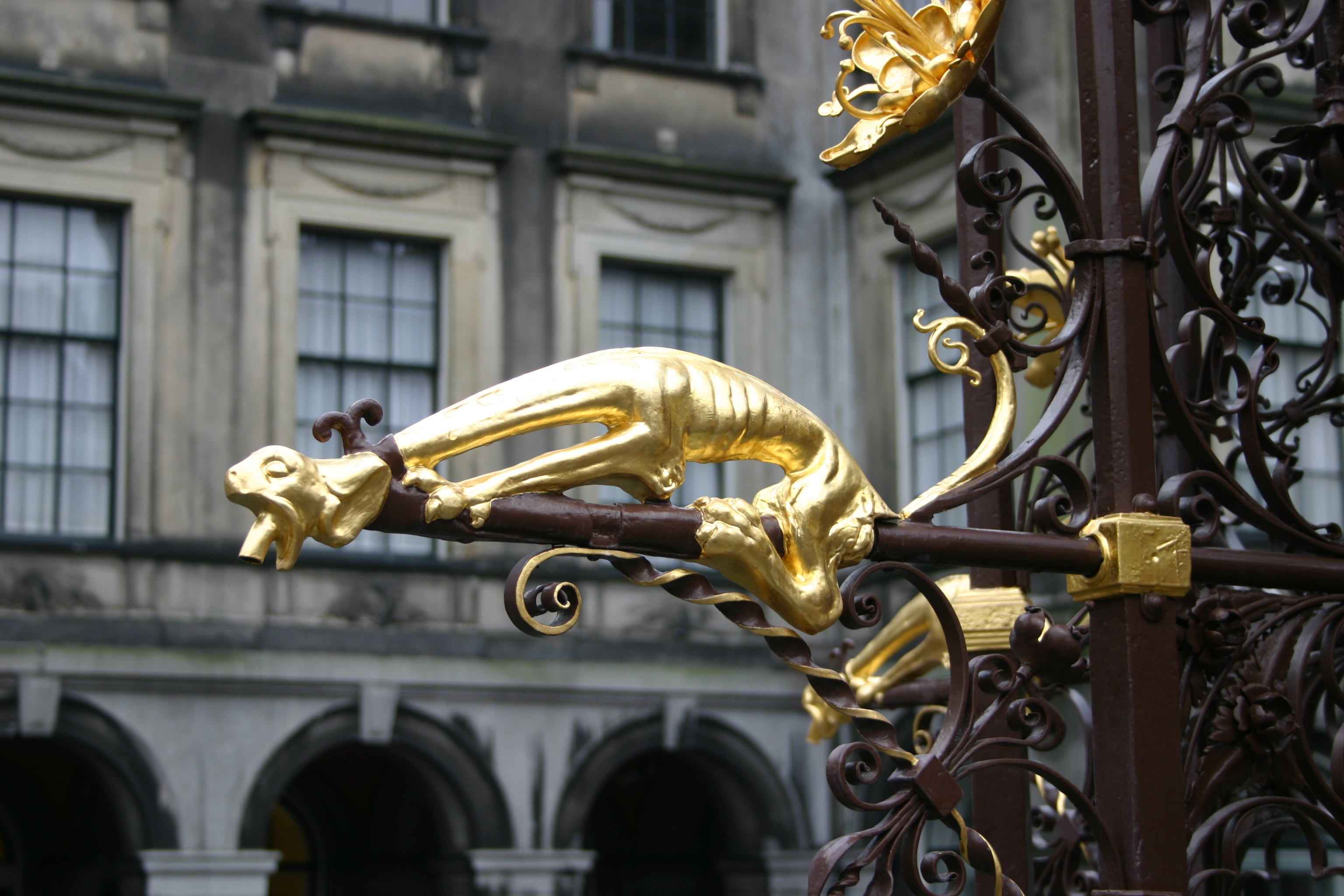
Detail
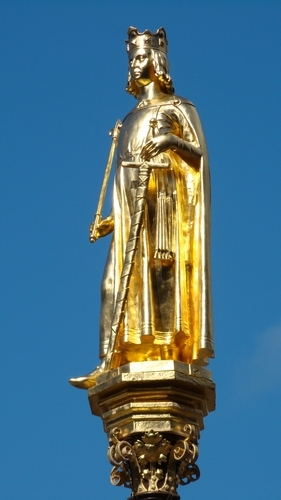
Beeld van Willem II van Holland op de top van de fontein
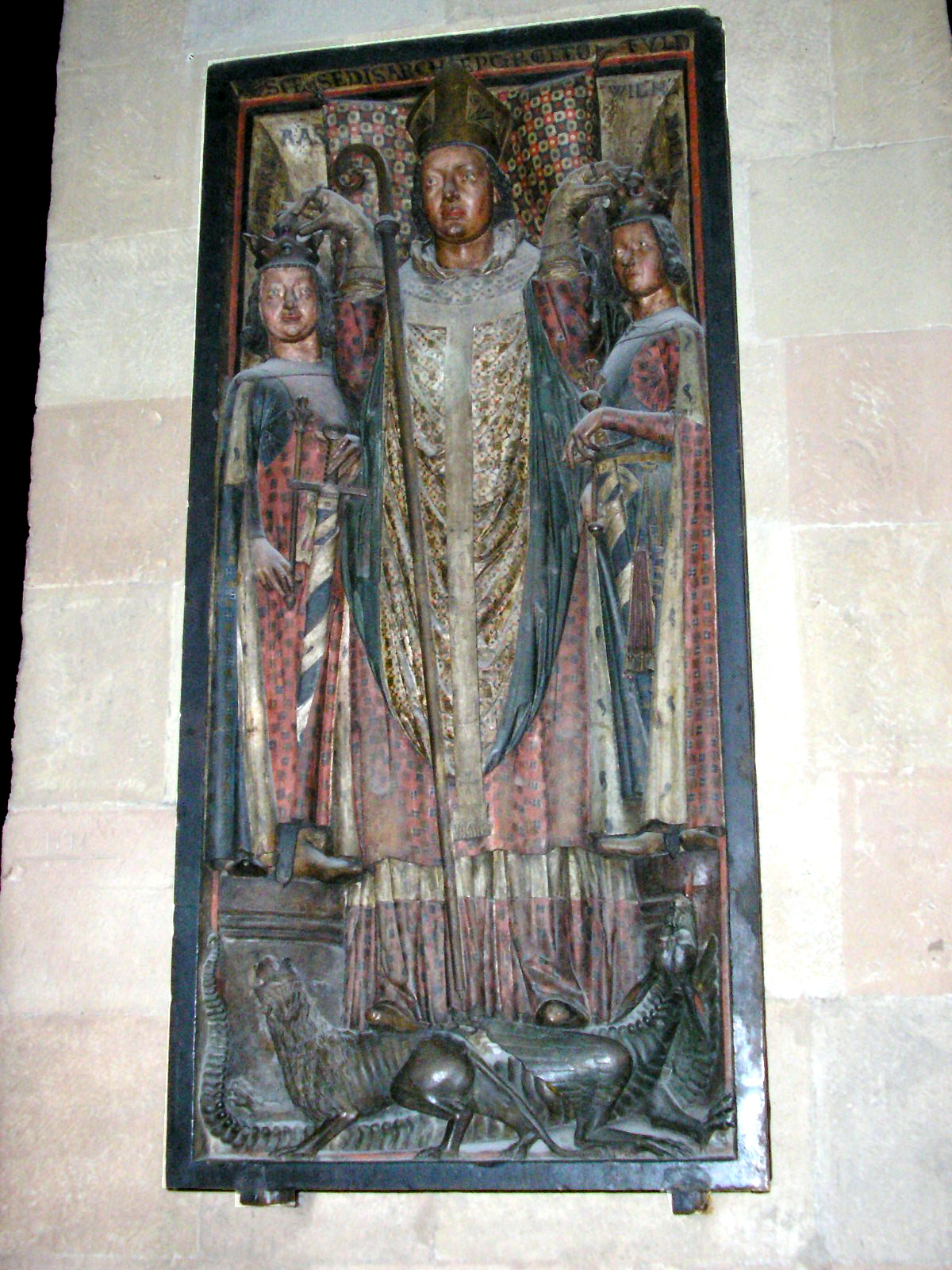
Herdenkingssteen waarop aartsbisschop Siegfried III van Mainz Hendrik Raspe en Willem II kroont
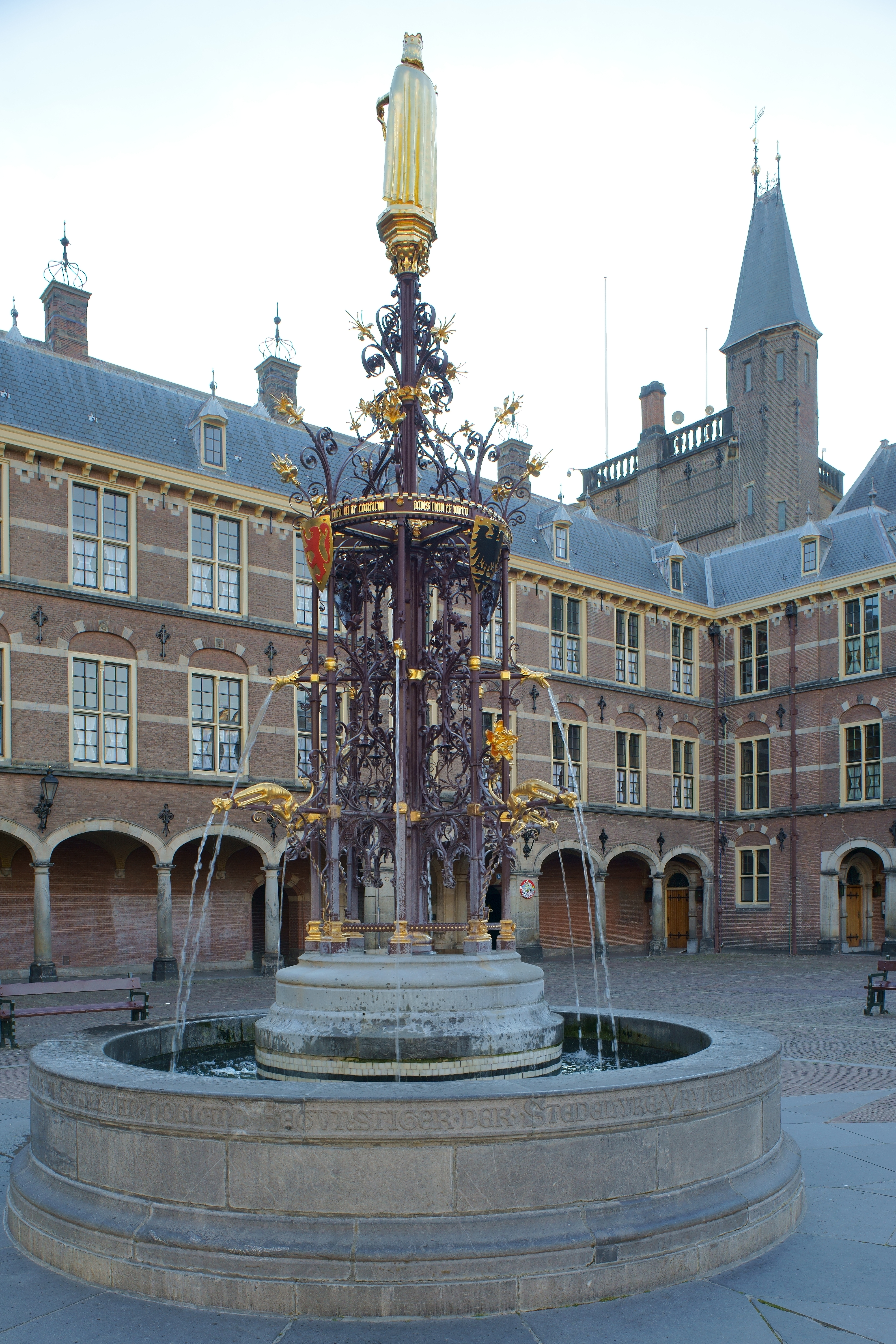
Binnenhoffontein achteraanzicht Willem II